# Теречное
Теречное — село в Хасавюртовском районе Дагестана.
Образует муниципальное образование село Теречное со статусом сельского поселения как единственный населённый пункт в его составе.

## География
Село расположено на правом берегу реки Терек, к северо-западу от районного центра города Хасавюрт.
Ближайшие населённые пункты: на северо-западе — сёла Акбулатюрт и Первомайское, на северо-востоке — сёла Октябрьское и Ново-Гагатли, на юго-востоке — село Аксай, на юго-западе — село Советское, на западе — село Азамат-Юрт (Чечня), на востоке — село Кемси-Юрт.

## История
Образовано в начале XX века в результате переселения жителей села Акбулат-Юрт, вызванного затоплением села из-за прорывов реки Терек. По данным на 1926 г. село Акбулат-Юрт состояло из 39 хозяйств и входило в состав Аксайского сельсовета Хасав-Юртовского округа ДагАССР. По всей видимости, после строительства канала имени Дзержинского и осушения плавней часть жителей вернулась на прежнее место проживания, где образовали хутор Акбулат-Отар. В дальнейшем процесс переселения на хутор видимо усилился. На карте 1941 г. хутор вновь подписан под названием Акбулат-Юрт, а нынешнее село под названием Ак-Булат и значительно уступает по территории бывшему хутору. В 1957 году оставшихся жителей переселяют в соседние населённые пункты, а село заселено годоберинцами-переселенцами из села Первомайск и Зебирколо Веденского района (выходцы из села Годобери и Зибирхали Ботлихского района).

## Население
| 1926  | 1939  | 1970  | 1989  | 2002  | 2010  | 2012  |
| ----- | ----- | ----- | ----- | ----- | ----- | ----- |
| 163   | ↘119  | ↗1267 | ↘1230 | ↗1617 | ↗1619 | ↗1643 |
| 2013  | 2014  | 2015  | 2016  | 2017  | 2018  | 2019  |
| ↗1673 | ↗1688 | ↗1712 | ↗1743 | ↗1781 | ↗1808 | ↗1833 |
| 2020  | 2021  | 2023  | 2024  | 2025  |       |       |
| ↗1870 | ↘1627 | ↗1647 | ↗1681 | ↗1701 |       |       |

Национальный состав
По данным Всесоюзной переписи населения 1926 года:
| № | Национальность | Численность, чел. | Доля   |
| - | -------------- | ----------------- | ------ |
| 1 | чеченцы        | 80                | 49,1 % |
| 2 | кумыки         | 78                | 47,9 % |
| 3 | ногайцы        | 5                 | 3,0 %  |

По данным Всероссийской переписи населения 2010 года:
| № | Национальность | Численность, чел. | Доля |
| - | -------------- | ----------------- | ---- |
| 1 | аварцы         | 1571              | 97 % |
| 2 | другие         | 48                | 3 %  |

В селе проживают - годоберинцы. 